# جامعة العلوم التطبيقية (فيينا)
تقدم جامعة العلوم التطبيقية (بي اف اي BFI) التابعة لغرفة الاقتصاد والإدارة المالية في فيينا، عشرة برامج للحصول على درجة البكالوريوس، وستة برامج للماجستير، فضلاً عن برنامج تعليمي تنفيذي شامل في مجال التعليم المستمر (جزئياً باللغة الإنجليزية) كمعهد تعليمي اقتصادي جامعي. يلتحق بالجامعة حالياً حوالي 2200 طالب، 70٪ منهم يعملون بدوام جزئي يقع موقع الجامعة في المنطقة المجاورة مباشرة لـ Vienna Prater، ويجري إجراء بعض الدورات في الدائرة الثانية في Vienna Leopoldstadt، ويتم تنفيذ بعض الدورات التدريبية في Media Quarter Marx في الحي الثالث Landstrasse.